# Kursächsische Postmeilensäule Bad Brambach

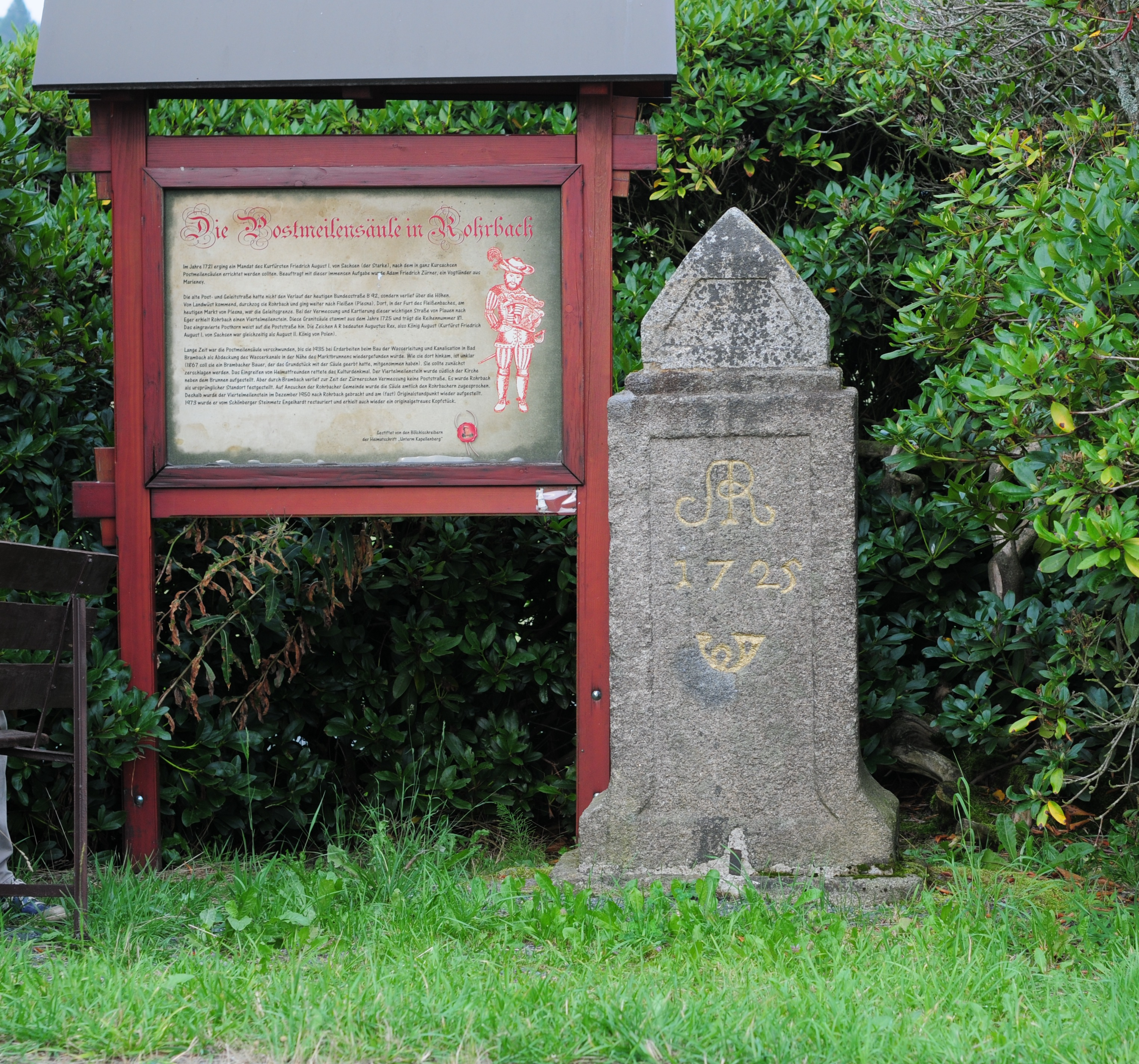
Kursächsischer Viertelmeilenstein in Rohrbach

Die denkmalgeschützte kursächsische Postmeilensäule Bad Brambach gehört zu den kursächsischen Postmeilensäulen, die im Auftrag des Kurfürsten Friedrich August I. von Sachsen durch den Land- und Grenzkommissar Adam Friedrich Zürner in der 1. Hälfte des 18. Jahrhunderts im Kurfürstentum Sachsen errichtet worden sind, nachdem dieser mit einem sogenannten Geometrischen Wagen die Post- und Heerstraßen im Kurfürstentum Sachsen neu vermessen und eine topographische Landesaufnahme durchgeführt hat, deren Ergebnis in zahlreichen detaillierten Ämterkarten und zugehörigen Beschreibungen festgehalten worden sind.
Es handelt sich um einen kursächsischen Viertelmeilenstein. Er befindet sich im Ortsteil Rohrbach an der Ecke Grenzweg/Wiesengrund an der Alten Egerer Poststraße in der vogtländischen Gemeinde Bad Brambach im Vogtlandkreis in Sachsen. Die historische Poststraße hat mit dem Bau der Fernstraße durch den Rauner Grund, der früheren Reichs- und heutigen Bundesstraße 92, komplett an Bedeutung verloren und existiert teilweise nur noch als Feld- und Waldweg oder gar nur als Waldschneise. Über den früheren Verlauf der Straße gibt es im Sächsischen Hauptstaatsarchiv in Dresden entsprechende Archivalien aus der Zeit der Aufstellung des Viertelmeilensteines in der 1. Hälfte des 18. Jahrhunderts.

## Geschichte
Der kursächsische Viertelmeilenstein trägt auf der Vorder- und auf der Rückseite die Jahreszahl 1725 und die Reihennummer Nr. 81 sowie das ineinander verschlungene Monogramm A R (Augustus Rex) für den sächsischen Kurfürsten und polnischen König August den Starken. Der Stein besteht aus Granit und befand sich 20¼ Meilen von der Residenzstadt Dresden entfernt an der Poststraße nach Eger im Königreich Böhmen. Er war lange Zeit verschwunden, weil das alte System der sächsischen Meilen 1840 abgelöst worden war und der Stein daher nutzlos geworden war und zweckentfremdet wurde. Man fand ihn 1935 als Abdeckungsplatte eines Wasserkanals im damaligen Radiumbad Brambach bei Erdarbeiten und ließ ihn zu dieser Zeit neben dem dortigen Marktbrunnen wiederaufstellen.
Als ursprünglicher Standort des Steins wurde durch den Bad Brambacher Heimatforscher E. Stübiger das benachbarte Rohrbach ermittelt und die dortige Gemeinde erhob daraufhin Anfang Januar 1950 auf Beschluss der Gemeindevertreter Anspruch auf dieses Denkmal der Post- und Verkehrsgeschichte. Doch kam die Gemeindeverwaltung von Bad Brambach dem Wunsch der Nachbargemeinde Rohrbach um freiwillige Abgabe des Viertelmeilensteines zunächst nicht nach. So wandten sich die Gemeindevertreter von Rohrbach an die Abteilung Volksbildung beim Rat des Kreises Oelsnitz, die als untere Naturschutzbehörde für die Klärung derartiger Streitfragen zuständig war. Dort empfahl man eine Belassung des Steines in Bad Brambach, weil er dort von zahlreichen Kurgästen betrachtet werden könne, was in Rohrbach, das ziemlich abseits liegt, nicht der Fall sein würde.
In die Auseinandersetzungen wurde daraufhin auch der Beauftragte des damaligen Landesamtes für Denkmalpflege in Dresden, Dr. Langer, einbezogen. Die Gemeinde Rohrbach bestand weiterhin massiv auf die Rückführung des Viertelmeilensteines und setzte den Gemeinderat von Bad Brambach davon in Kenntnis, dass der Stein am 9. Dezember 1950 dort abgeholt werden wird, was daraufhin auch geschah.
1973 wurde das bereits vor 1935 verlorengegangene Kopfstück des kursächsischen Viertelmeilensteines durch eine Nachbildung ergänzt.